# Scisto verde
Lo scisto verde è una roccia metamorfica a grana fine, fortemente foliata appartenente a una facies metamorfica di bassa pressione (inferiore ad 1GPa) e temperatura relativamente bassa (fra i 300 °C e i 500 °C).
I minerali caratterizzanti questa facies sono: clorite, albite, epidoto, actinolite, quarzo.
Questa paragenesi è tipica delle rocce basiche e ultrabasiche di litosfera oceanica metamorfosate.